# 足利義純 (戦国時代)
足利 義純（あしかが よしずみ）は、戦国時代の武将。

## 略歴
小弓公方・足利義明の嫡男として誕生した。
天文7年（1538年）、第一次国府台合戦において父と共に出陣したが、北条氏綱に敗れ、父や叔父・基頼、その他多くの家臣たちと共に戦死した。小弓公方家は弟・頼純が継承した。
なお、幼名の「龍王丸」は、命名者義明が古河公方足利氏に対する自らの権力の正統性を主張したものとする見解がある（参考文献より）。「龍」の字は、その後も足利頼氏以下喜連川家で襲用された。佐藤博信は弟の頼純の自筆の署名が「頼淳」であったことから、義純も正しくは「義淳」であった可能性を指摘しているが、文献的な証拠は現時点では確認されていない。